# Леон Долманс
Леон Долманс (фр. Léon Dolmans, нар. 6 квітня 1945, Уйкговен) — бельгійський футболіст, що грав на позиції захисника, зокрема за «Стандард» (Льєж), а також національну збірну Бельгії.

## Клубна кар'єра
У дорослому футболі дебютував 1965 року виступами за команду «Маасмехелен», в якій провів два сезони, після чого протягом 1967—1970 років захищав кольори клубу «Ватерсхей Тор».
Грою за останню команду привернув увагу представників тренерського штабу «Стандарда» (Льєж), до складу якого приєднався 1970 року. Відіграв за команду з Льєжа п'ять сезонів своєї ігрової кар'єри, був основним гравцем її захисту. 1971 року виборов титул чемпіона Бельгії.
Завершував ігрову кар'єру у команді «Беринген», за яку виступав протягом 1975—1977 років.

## Виступи за збірну
1971 року дебютував в офіційних матчах у складі національної збірної Бельгії.
У складі збірної був учасником домашнього для бельгійців чемпіонату Європи 1972 року, на якому команда здобула бронзові нагороди. Взяв участь в обох іграх своєї збіної на турнірі, що починався зі стадії півфіналів.
Загалом протягом кар'єри у національній команді, яка тривала 3 роки, провів у її формі 10 матчів, забивши 2 голи.

## Титули і досягнення
- Чемпіон Бельгії (1):

«Стандард» (Льєж): 1970-1971